# Santo António
Santo António je najveće naselje na otoku Princip (Príncipe) u državi Sveti Toma i Princip, glavni grad tadašnje kolonije od 1753. do 1852. godine. Nalazi se u istoimenom zaljevu na sjeveroistočnoj obali otoka, na ušću rijeke Palhota.
Administrativno je sjedište provincije Príncipe i okruga Pagué. Poznat je po svojoj kolonijalnoj arhitekturi i po crkvama.

## Povijest stanovništva
| Godina                                 | Stanovništvo |
| -------------------------------------- | ------------ |
| 1990. (23. lipnja, Popis stanovništva) | 1.000        |
| 2000. (16. lipnja, Popis stanovništva) | 1.010        |
| 2005. (1. siječnja, procjena)          | 1.156        |

## Prijevoz
Santo António je povezan neasfaltiranim cestama sa sjevernim i južnim dijelom otoka, kao i s obližnjom planinom.

## Ostalo
Santo António ima vlastitu obrazovnu ustanovu (colegio), crkve, plaže, omanju luku i nekoliko trgova (praça). Ovo je najslabije razvijeno područje u državi.

## Stanovništvo
Godine 2001. Santo António je imao 1.010 stanovnika.